# Durch's Telephon
Durch's Telephon (Tramite il telefono) op.439, è una polka di Johann Strauss (figlio).
Il mecenate Johann Batka (1845-1917), che lavorò a Bratislava come ufficiale di governo ed archivista statale, fu in contatto regolare con molti dei musicisti al tempo attivi a Vienna come Franz Liszt, Anton Rubinstein, Hans Richter e Johann Strauss.
Strauss ascoltava spesso le opinioni di Batka (in quanto critico) e parlava spesso con lui anche dei libretti per le sue operette (in questo sperava che l'influenza di Batka presso il teatro di Bratislava potesse essergli d'aiuto). Perciò Batka fu una persona di grande rilievo nella vita della capitale slovacca, era perciò naturale che Strauss avrebbe presto presentato un omaggio personale al suo amico e collega.
La polka Durch's Telephon, fu composta da Strauss per l'annuale ballo dell'associazione di autori e giornalisti viennesi Concordia, che si tenne nella Sofienbad-Saal il 10 febbraio 1890. Fra gli altri balli composti per l'occasione la polka-française di Eduard Strauss Phonograph op. 264, la polka mazurka di Carl Zeller Fliegende Federn, la polka mazurka di Karl Komzak figlio Sub Rosa op. 172 e la polka veloce di Ziehrer Sensations-Nachricht! op. 418.
I titoli di tutti i lavori furono scelti appositamente per il ballo, ma particolarmente adatto fu il titolo della polka di Johann, riferendosi al fatto che, in un'età così tecnologica e veloce, i giornalisti ora potevano passarsi le loro informazioni non più ricorrendo al telegrafo o alla macchina da scrivere, bensì tramite il telefono.
La polka Durch's Telephon fu ascoltata per la prima volta nel Musikverein di Vienna il 23 febbraio 1890, quando l'orchestra Strauss la eseguì con il fratello del compositore, Eduard Strauss.
Oltre alla Durch's Telephon, altri brani che ricevette la loro prima in pubblico furono il valzer Rathaus-ball-Tänze op. 438 e cinque composizioni di Eduard: Mikado-Quadrille, il valzer Tanz-Candidaten op. 293 e le polke Phonograph op. 264, Das tanzende Wien op. 265  e G'hupft wie g'sprungen (inedita).